# Helicopis manicorensis
Helicopis manicorensis är en fjärilsart som beskrevs av Le Moult 1939. Helicopis manicorensis ingår i släktet Helicopis och familjen Riodinidae. Inga underarter finns listade i Catalogue of Life.